# Hypoestes forskaolii

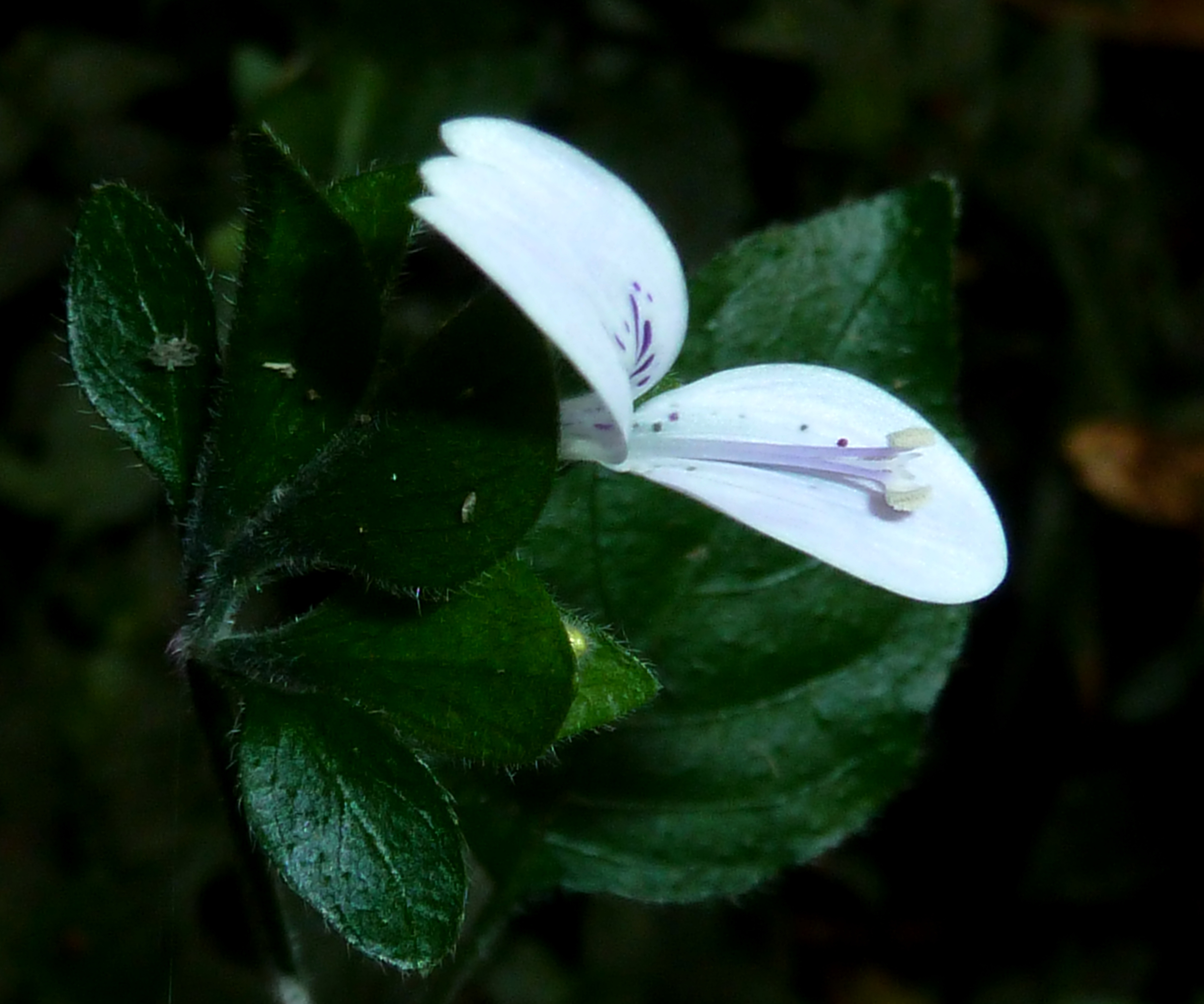
Flor en detalle

Hypoestes forskaolii es una planta de la familia Acanthaceae, que crece hasta 1 m de altura con su tallo y hojas glabradas. Tiene hojas opuestas, pecioladas, ovadas, de 2 a 8 cm de largo, cubiertas de pelos cortos. Flores en racimos terminales y axilares, sostenidas en brácteas glandulares y peludas; corola de dos labios de color blanco a rosado pálido con marcas lilas oscuras.
Se comporta como anual o perenne dependiendo del clima, las plantas a menudo mueren en los meses secos de invierno, pero son más exuberantes y permanentes en hábitats boscosos húmedos, habita desde los 150 a los 2100 m de altitud y florece entre febrero y diciembre.
Está ampliamente distribuida en Omán, Yemen, Arabia Saudita y África tropical. Crece bajo arbustos y árboles. Aparece durante las lluvias, pero también se puede ver durante todo el año cerca del agua.

## Efectos y usos
Hypoestes forskaolii es extremadamente tóxica para el ganado. Los animales la pueden comer fácilmente por error mientras andan bajo los árboles o alrededor del agua. Cuando se come, produce síntomas de temblores violentos y fiebre. Puede ser fatal en ganado más pequeño o menos saludable.[cita requerida]
En Etiopía es una importante fuente de polen para las abejas melíferas de la región.
Recientemente ha habido interés en esta planta por contener nuevas fuentes de compuestos antibióticos.
Algunos de sus extractos han probado ser eficaces como desparasitantes, siendo administrados a ovejas.

## Historia
H. forsskaolii conmemora al botánico sueco finés Peter Forsskål. Fue el botánico en la desafortunada expedición danesa a Arabia Felix (actual Yemen) de 1761-1767, en la cual falleció de malaria. Los objetivos de la expedición fueron muy variados, desde un punto de vista botánico, el viaje fue un gran éxito y se describieron por primera vez muchas plantas de la península arábiga.